# Diflunisal
Diflunisal là một thuốc chống viêm non-steroid có tác dụng ức chế tổng hợp prostaglandin, một chất trung gian hóa học của phản ứng viêm và cảm giác đau. Thuốc được dùng để điều trị các chứng viêm khớp.
Chỉ định cho:
- Đau vừa và nhẹ
- Viêm khớp mạn tính
- Viêm khớp dạng thấp
- Tổn thương gân, dây chằng
- Viêm